# シウダ・オブレゴン

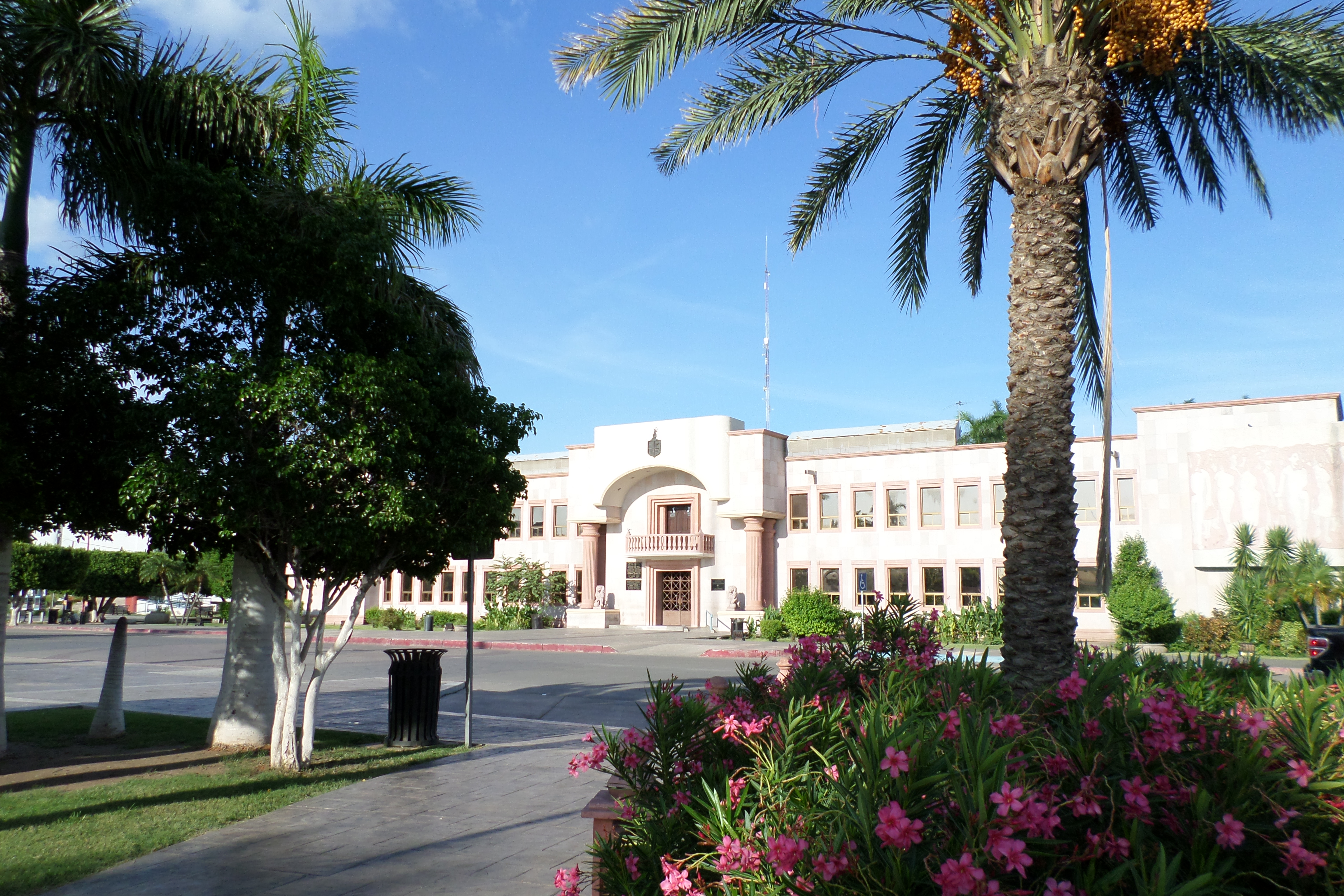
市役所

シウダード・オブレゴン（スペイン語：Ciudad Obregón）は、メキシコのソノラ州にある都市。カヘメ郡の郡庁所在地である。人口は32万9404人（2020年）で、州内第2の都市である。主要な経済活動は農業であり、街の南部に位置しているヤキバレーで国内最大の灌漑システムを用いて行われている。

## 地理
オブレゴンは、州南部の中心的な都市である。カリフォルニア湾の海岸から約50キロメートル内陸に入った所にある。標高は約40メートルである。約240キロメートル北に州都エルモシージョがある。

## 気候
ステップ気候に属し、雨が少ない。年間雨量は約290ミリメートルである。夏は非常に暑く25℃と39℃の間の範囲である。稀に45℃を超えることがある。冬の最も寒い月は、8℃と28℃の間の範囲である。

## 観光

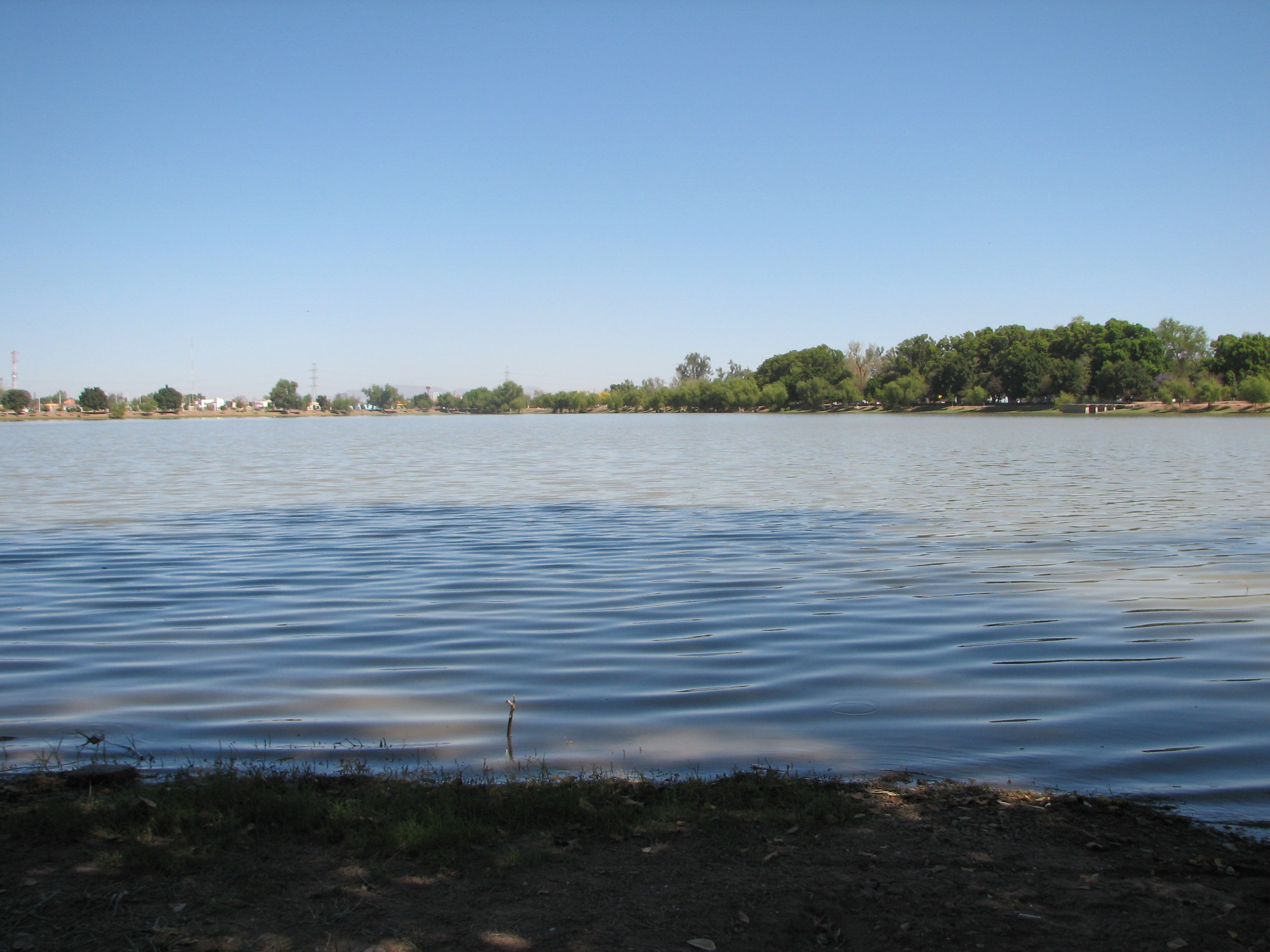
ナイナリ礁

市内で最も魅力的な場所であるナイナリ礁は人工湖で、木々や美しい夕日の景色に囲まれた中でマリンスポーツやゴルフを楽しむことができる。
オブレゴン市内には十分な宿泊施設がある。ホテルは主にミゲル・アレマン街の北側の入り口にある。バーやナイトクラブ、様々な国際料理を提供するレストランがある。また、ボーリング場、ビリヤード場があり、乗馬やロデオ、モトクロスを体験できる。

## 姉妹都市
- バトンルージュ： アメリカ合衆国
- ツーソン： アメリカ合衆国